# Johan Fredrik Berwald
Pour les articles homonymes, voir Berwald.
Johan Fredrik Berwald, né le 4 décembre 1787 à Stockholm et y décédé le 26 août 1861 est un compositeur suédois.

## Biographie
Johan Fredrik Berwald est un enfant prodige du violon. Dès l'âge de six ans, il effectue des tournées à l'étranger avec son père Georg Johann Abraham Berwald, un bassoniste au Kungliga Hovkapellet (Orchestre royal suédois). Pendant quatre ans, à partir de 1808, il est soliste à la chapelle royale de Saint-Pétersbourg. En 1814, il est violoniste au Kungliga Hovkapellet à Stockholm et chef d'orchestre de l'orchestre royal de 1823 à 1847. Pendant ce temps, il dirige également des concerts de la Société harmonique.
Contrairement à son cousin Franz Berwald, Johan Fredrik réussit en tant que musicien de son vivant. Les cousins étaient parfois rivaux, et Johan Fredrik ne fait, autant que l'on sache, aucun effort pour aider Franz à promouvoir ses œuvres scéniques et symphoniques. Il est considéré comme un chef d'orchestre moyen mais correct en tant que compositeur. Il a fait connaître Carl Maria von Weber et les opéras de Meyerbeer, en partie grâce à la cantatrice Jenny Lind.
Il compose des pièces spécialement pour Jenny Lind, par exemple En majdag i Värend (1843), sorte de chant national et populaire dans un style apprécié à l'époque. Il compose aussi de la musique orchestrale et de chambre ainsi que de la musique vocale. On lui doit des quatuors à cordes et concertos pour violon, un quintette à cordes, des œuvres orchestrales, des sonates pour violon, des cantates et des romances. Aucune de ses œuvres n'est aujourd'hui au répertoire.
Il épouse à la chanteuse de cour (« Hovsångare ») Mathilda Cohn. Leur fille Julie Berwald (1822-1877) est chanteuse à l'Opéra royal de Stockholm où elle fait ses débuts en 1847, mais qu'elle quitte en 1852 quand elle épouse le baron Knut Åkerhjelm.
Berwald est élu membre de l'Académie royale de musique de Suède le 2 décembre 1818.

## Œuvres
- L'Héroïne de l'amour filial, opérette (1811, Saint-Pétersbourg)
- Nya garnisonen, vaudeville (1831, Stockholm),
- Felsheims hussar, vaudeville in 3 actes (1832, Stockholm)
- National-Divertissement (1843, Stockholm)
- En majdag i Wärend, singspiel en 1 acte (1843, Stockholm)
- Läkaren (Le docteur), spectacle avec chants en 4 actes (Texte d'August Blanche)